# الله راكا (فلم هندي 1986)
الله رَكَّا (بالهندستانية: الله رَکّھا/अल्ला रक्ख़ा) (بالإنجليزية: Allah Rakha) هو فلم ماسالا هندي عام 1986 من إخراج كيتان ديساي وبطولة جاكي شروف في دور البطولة، إلى جانب ديمبل كاباديا، ميناكشي شيشادري، شامي كابور، بيسواجيت، وحيدة رحمن. يتميز الفلم بكون بطله مسلمًا، وهو أمر غير معتاد في السينما الهندية في ذلك الوقت، ويلعب دوره جاكي شروف.

## قصة
يتحمل كريم خان المسؤولية عن جريمة قتل ارتكبها رئيسه دون، وبالتالي يتم إرساله إلى السجن. عندما تزور رازيا زوجة خان دون لتحصيل راتب زوجها، يحاول اغتصابها، لكنها تهرب. ثم يتم القبض على دون من قبل المفتش أنور.
قريباً، يصاب المفتش أنور وابن زوجته سلمى الوحيد إقبال بحالة قلبية لا يمكن علاجها إلا بجهاز تنظيم ضربات القلب الاصطناعي. ونظرًا لأن الصيدلي الوحيد الذي يبيع جهاز تنظيم ضربات القلب ينتمي إلى دون، يتعرض المفتش أنور للابتزاز من قبل أتباع دون لإطلاق سراح دون في مقابل جهاز تنظيم ضربات القلب. يوافق أنور على مضض ويحصل على جهاز تنظيم ضربات القلب لابنه، والذي يكون مكتوبًا عليه الرقم 786.
في وقت لاحق، يقوم أتباع دون باختطاف إقبال، ولكن قبل أن يتمكنوا من قتله، يتم إنقاذه من قبل رازيا، التي تبدله مع طفلها الميت. لسوء الحظ، يتم قتل رازيا على يد رجال دون بعد أن صدموها بسيارتهم. تعتقد سلمى أن ابنها قد مات، فتخرج إلى منتصف الطريق في حالة صدمة، وتصدمها شاحنة عابرة وتفقد بصرها.
عندما يتم إطلاق سراح كريم خان من السجن، يتم تسليم إقبال الذي يعتقد الجميع أنه ابنه. ثم يقتل دون للانتقام لموت زوجته. وقبل أن تعتقله الشرطة، يسلّم خان الرضيع إلى سلمى ويطلب منها تربيته حتى انتهاء عقوبته. يسمي الطفل "الله راكا".
يكبر الله راكا ليصبح شابًا صادقًا وشجاعًا، لكنه غير قادر على الالتحاق بالجامعة بسبب السيد خيرا الفاسد (أنوفام خير). يلجأ إلى إدارة فندق على جانب الطريق "بانش تارا" (أي فندق خمس نجوم).
ثم يتهم خيرا الله راكها بأنه العقل المدبر وراء سلسلة من الهجمات بالقنابل التلفزيونية القاتلة التي وقعت في جميع أنحاء المدينة. تم القبض على الله راكا وفي السجن التقى بوالده كريم خان.
عندما يتم إطلاق سراح كريم خان من السجن، يواجه ابن دون، دون جونيور الذي جاء للانتقام لوالده. ويطلق النار على كريم خان، لكن الأخير ينجو. عندما حاول دون جونيور قتل الله راكا، تم قتله بدلاً منه. ثم يبدل الله راكها الأماكن معه ويتنكر في هيئة دون جونيور، في حين يعتقد العالم أن الله راكا قد مات.
عندما يستعيد كريم خان وعيه في المستشفى، يبحث على الفور عن دون جونيور ويصيبه بجروح خطيرة، دون أن يعرف أنه في الواقع هو الله راكها متنكرًا. في المستشفى، أثناء إجراء العملية الجراحية على الله رخا، يكتشف الطبيب أجهزة تنظيم ضربات القلب 786 الموجودة في جسده، وبالتالي يكشف أنه في الحقيقة هو المفتش أنور وابن سلمى إقبال.
قام الله راكا، المعروف أيضًا باسم إقبال، بمساعدة ابنة خيرا، جولي، ببث مقطع فيديو يعترف فيه خيرا بأنه الرجل المسؤول عن تفجيرات التلفزيون بالإضافة إلى مجموعة من الجرائم الأخرى. يتم القبض على خيرا ورجاله بينما يجتمع إقبال مع عائلته.

## طاقم الممثلين
- جاكي شروف (دور مزدوج)
  - الله راكا الملقب بالإقبال؛ ابن أنور وسلمى؛ حب جولي خيرا- الإنترنت
  - دون جونيور
- ديمبل كاباديا في دور جولي خيرا؛ محبة الله رخا- الانترنت
- ميناكشي شيشادري في دور راني
- شامي كابور في دور كريم خان
- بيسواجيت في دور المفتش أنور؛ والد الله رخا
- وحيدة رحمن في دور المحامية سلمى؛ والدة الله رخا
- أرونا إيراني في دور رازيا خان
- بيندو في دور بانو
- جولشان جروفر في دور ظفر
- جوجا كابور في دور جوجا
- أنوبام خير في دور آر إس خيرا
- شاكتي كابور في دور
- بوب كريستو في دور دون
- راميش ديو في دور مفتش الشرطة
- كمال كابور كمفتش شرطة كبير
- شاندرا شيخار في دور الطبيب
- ماك موهان في دور جون
- سودهير في دور جون

## موسيقى
تم تأليف الموسيقى بواسطة أنو مالك، وكلمات راجندرا كريشان وبراياج راج.
أغنية "نا عمار، نا أكبر، نا مين أنتوني" تشير إلى أربعة من أفلام منموهان ديساي وهي عمار أكبر أنتوني، نصيب، كولي، مارد. جميع هذه الأفلام كان أميتاب باتشان هو من قام بدور البطولة فيها.
| أغنية                                        | مغني                  |
| -------------------------------------------- | --------------------- |
| "ماين الله-راكا"                             | محمد عزيز             |
| "بارفارديغار-اي-عالم"                        | محمد عزيز             |
| "بيار ميتا نا ساكوجي، كيتنا هاي زور لاجا لو" | محمد عزيز، آشا بهوسل  |
| "نا عمار، نا أكبر، نا مين أنتوني، أبنا نصيب" | شبير كومار، آشا بهوسل |
| "بارفارديغار-اي-عالم"                        | آشا بهوسل             |
| "بادتاميزي بي هوم"                           | آشا بهوسل             |
| "دولي ليك ياهان كوي"                         | لاتا مانغيشكار        |

## روابط خارجية
- مقالات تستعمل روابط فنية بلا صلة مع ويكي بيانات